# Kanksiali
Kanksiali fou un estat tributari protegit al prant de Halar, agència de Kathiawar, província de Gujarat, presidència de Bombai, a uns 15 km al su de Rajkot. Estava format per un sol poble amb dos tributaris separats. La superfície era de 197 km² i la població de 236 habitants. Els ingressos s'estimaven el 1881 en 120 lliures i el tribut als britànics era de 8,8 lliures i de 2,14 lliures al nawab de Junagarh.